# Mathieu Gomes
Mathieu Gomes (Bayonne, Francia, 6 de marzo de 1985) es un futbolista francés que juega de delantero. 

## Clubes
| Club                      | País   | Año       |
| ------------------------- | ------ | --------- |
| Real Sociedad B           | España | 2005-2006 |
| UD Salamanca              | España | 2006-2008 |
| Real Unión Club           | España | 2008      |
| ASD Calcio Pomigliano     | Italia | 2009      |
| Juve Stabia               | Italia | 2009-2011 |
| Sanremese Calcio (Cedido) | Italia | 2011      |
| FC Aprilia                | Italia | 2012      |
| AS Fokikos Amfissas       | Grecia | 2012-2013 |
| AO Kerkyra                | Grecia | 2013-2018 |